# Општина Ораховац
Општина Ораховац је општина у Републици Србији у АП Косово и Метохија, која припада Призренском управном округу. Површина општине је 401 km². У општини, по првим резултатима пописа становништва 2011. године на Косову, живи 55.053 становника.